# Брайтонская скала
Брайтонская скала (англ. Brighton Rock) — британский гангстерский фильм-нуар 1947 года, снятый Джоном Боултингом, с Ричардом Аттенборо в роли лидера банды Пинки Брауна, Кэрол Марш в роли невинной девушки, на которой он женился, и Гермионы Баддели в роли сыщика-любителя, расследующего совершенное им убийство.
Является экранизацией романа Грэма Грина «Брайтонская скала» (1938 год). Продюсером фильма выступил Рой Боултинг через продюсерскую компанию братьев Боултингов Charter Film Productions. Позже фильм был выпущен в США под названием «Юное лицо со шрамом» / «Young Scarface».
Фильм входит в список 100 лучших британских фильмов за 100 лет по версии BFI, находится в нём на 15-м месте.